# Фазлур Рахман Хан
Фазлур Рахман Хан (бенг. ফজলুর রহমান খান, Fozlur Rôhman Khan, англ. Fazlur Khan; 3 квітня 1929 — 27 березня 1982) — американський інженер-будівельник, автор проєктів чиказьких хмарочосів Вілліс-тауер і John Hancock Center. Уродженець Бангладеша, який працював на архітектурну фірму Skidmore, Owings and Merrill, у 1960-ті роки став найбільш впливовим фахівцем у структурному проєктуванні висотних будівель.

## Біографія

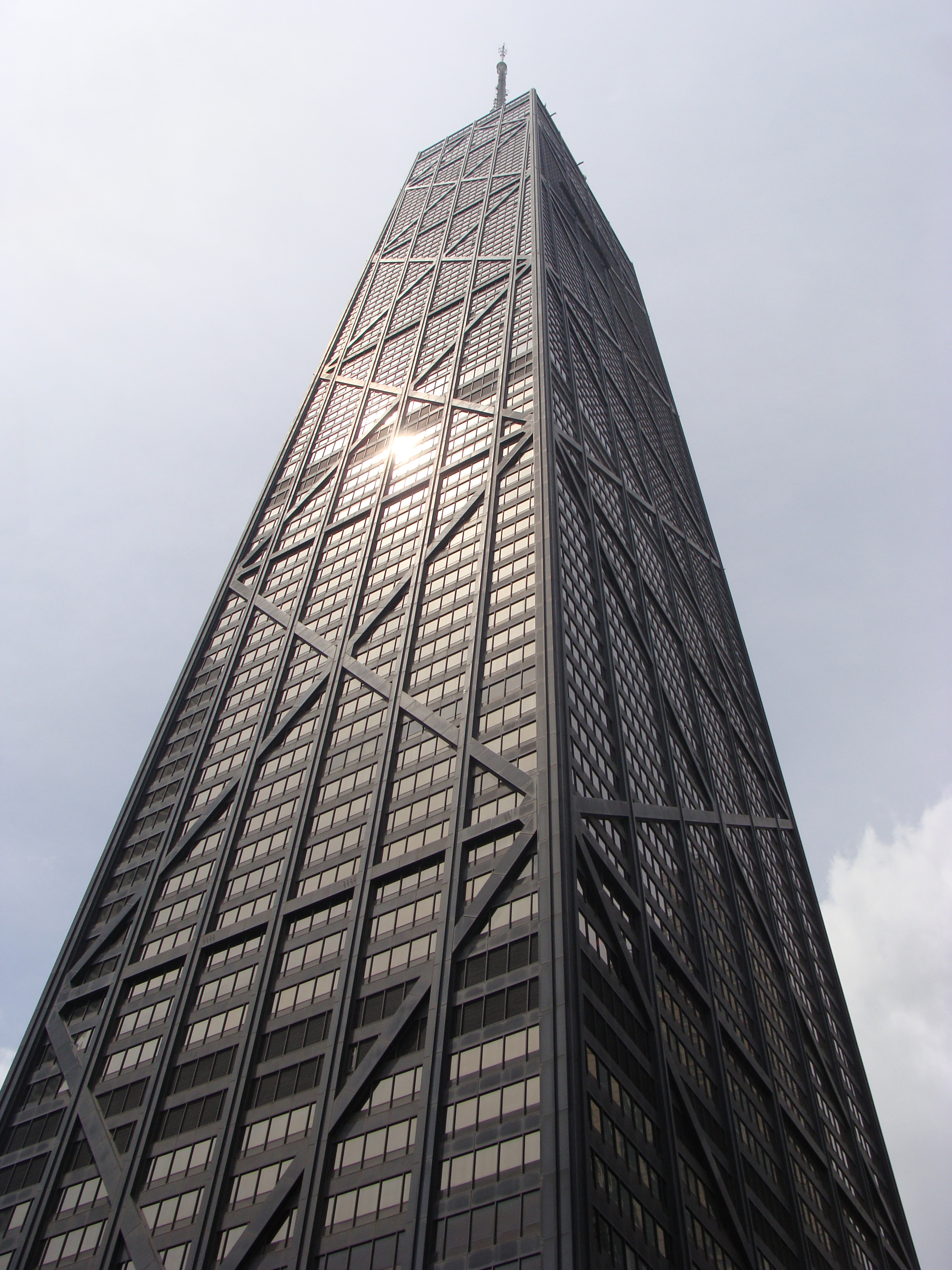
John Hancock Center

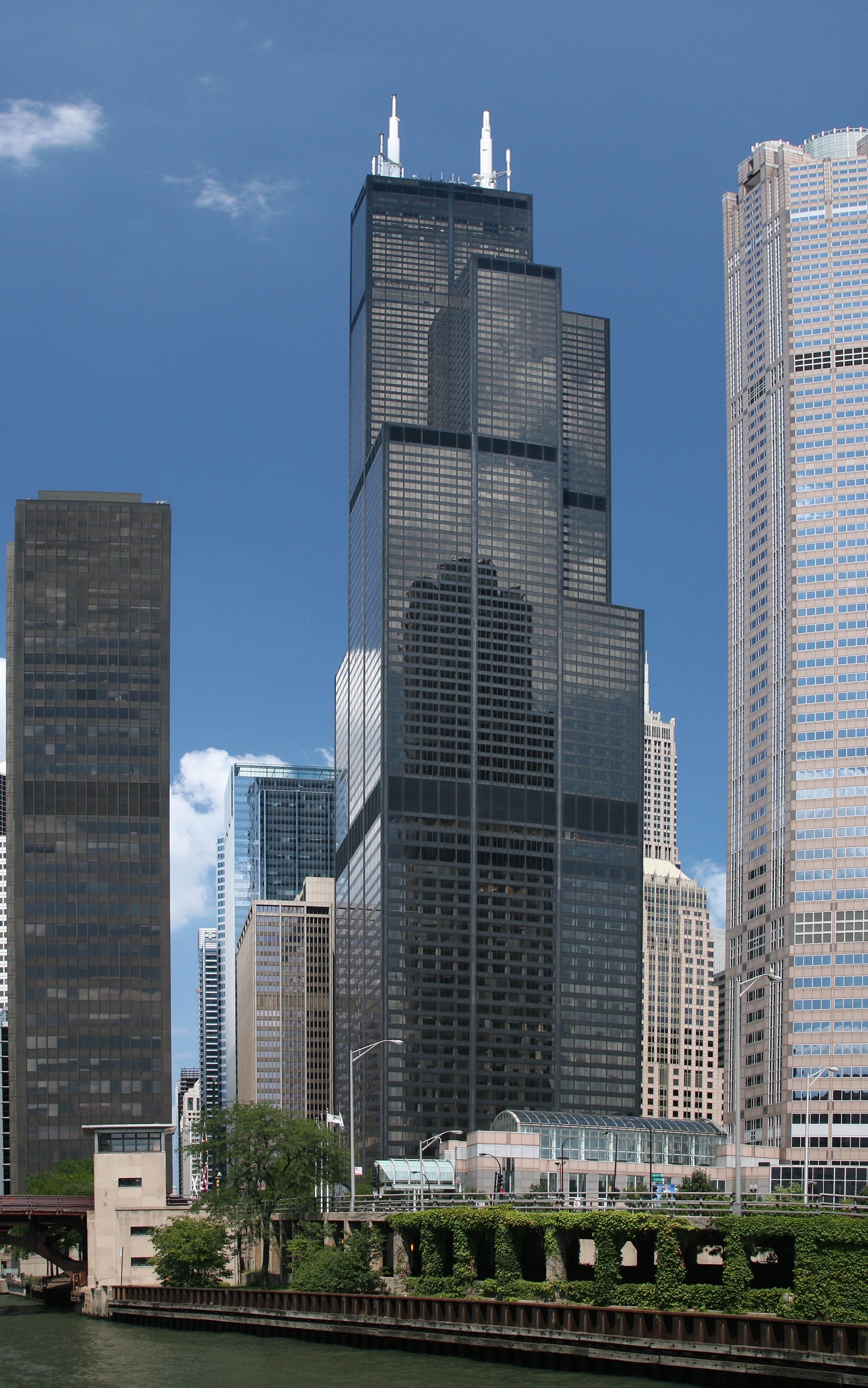
Sears Tower

Фазлур Хан народився в Дацці, на території тодішнього Східного Пакистану (сучасний Бангладеш). Навчався в Калькуттському і Даккському університетах. Закінчивши Даккський університет у 1951 році, виграв стипендія Фулбрайта для талановитих студентів з колоній, яка дозволила йому продовжити освіту в США (Університет штату Іллінойс). Протягом трьох років Фазлур Хан отримав три дипломи — магістра і доктора в структурному проектуванні і магістра теоретичної механіки. В 1955 році поступив працювати на Skidmore, Owings and Merrill і з того часу жив у Чикаго. Пройшовши всі щаблі, до 1970 він став повним партнером фірми (і залишався єдиним партнером «інженерів»). За цей час розробив і вперше реалізував типові схеми несучих конструкцій, що стали стандартами у висотному будівництві — «несуча труба», «труба в трубі», «труба з похилими брусами» тощо. Завдяки Ханові з'явилася можливість будувати висотні будинки складних форм — піраміди, неправильні призми тощо (раніше вибір форм був обмежений прямокутними призмами).
Фазлур Хан особисто спроектував десятки будівель, у тому числі:
- 1964 — DeWitt-Chestnut Apartments, Чикаго. Це 43-поверховий житловий будинок з монолітного залізобетону — перший приклад конструкції «несучої труби», в якій несучі колони розташовуються тільки по периметру будівлі.[6]
- 1966—1969 — John Hancock Center, Чикаго. В основі проєкту — пропозиція Мікіо Сасаки, в ті роки ще студента. Перша в світі висотна будівля — зрізана піраміда з діагональними брусами; на момент будівництва — друга за висотою будівля у світі.[7]
- 1970—1971 — One Shell Plaza в Х'юстоні (світова штаб-квартира Shell). На момент спорудження — найвища залізобетонна будівля у світі (218 метрів) і перший зразок «труби в трубі». Змінний крок колон «несучої труби» справляє враження хвиль, що біжать по стіні.[8]
- 1970—1973 — Вілліс-тауер (Sears Tower), Чикаго, — на той момент і до 1998 — найвища будівля у світі (головний архітектор Брюс Грем)
- Sears Tower1981 — Термінал Хадж в аеропорту короля Абдул-Азіза, Джидда (премія Ага-хана за 1983 рік, посмертно).[9] В основі будівлі — 10 однакових модулів з 45-метровими фасадами, об'єднані торговим пасажем. На момент спорудження шатровий дах головного будинку, розрахованого на добовий потік до 80 000 пасажирів, був найбільшим у світі (площа даху — 40,5 га).

Лауреат багатьох професійних премій — за життя і посмертних, «Будівельник 1972 року» за версією Engineering News-Record. Іменем Фазлур Хана названа площа в Чикаго, що примикає до Sears Tower, а в самій вежі у 1987 році встановлена його статуя.
Помер 27 березня 1982 року, не доживши 6 днів до 53-річчя. Похований в Чикаго на кладовищі Грейсленд.